# XM312重機槍
XM312是一款發射12.7×99毫米NATO（.50 BMG）口徑的重機槍，亦是XM307 25毫米自動榴彈發射器的衍生產品。XM312主要用於取代在美軍服役已久的白朗寧M2重機槍，因此XM312的設計針對M2的缺點而作改進，但射速遠低於M2令美軍不甚滿意。
XM312只需轉換少數發射零件便可變成XM307自動榴彈發射器。可是，包括XM-307榴彈發射器和XM-312重機槍，整個OCSW項目已於2007年被取消。

## 主要數據
- 重量：19公斤（42磅）（機槍主體及三腳架）。[2]
- 攜帶：士兵手攜（兩人）或車載。
- 高度：三腳架高18寸。
- 全長：1346毫米。
- 槍機運作：混合氣動及槍管短後座作用。
- 射速：260發每分鐘，白朗寧M2的1/2（全自動）。
- 後座力：250磅，白朗寧M2的1/4。
- 子彈散佈：1.5角分（MOA）以下。
- 有效射程：2000米
- 彈藥：12.7×99毫米NATO（.50 BMG）—M33標準彈，M20 APIT（燃燒彈）、M903 SLAP（穿甲彈）。
- 供彈方式：機匣左右皆可裝填，對應M15及M9可散式金屬彈鏈（與白朗寧M2相同）。

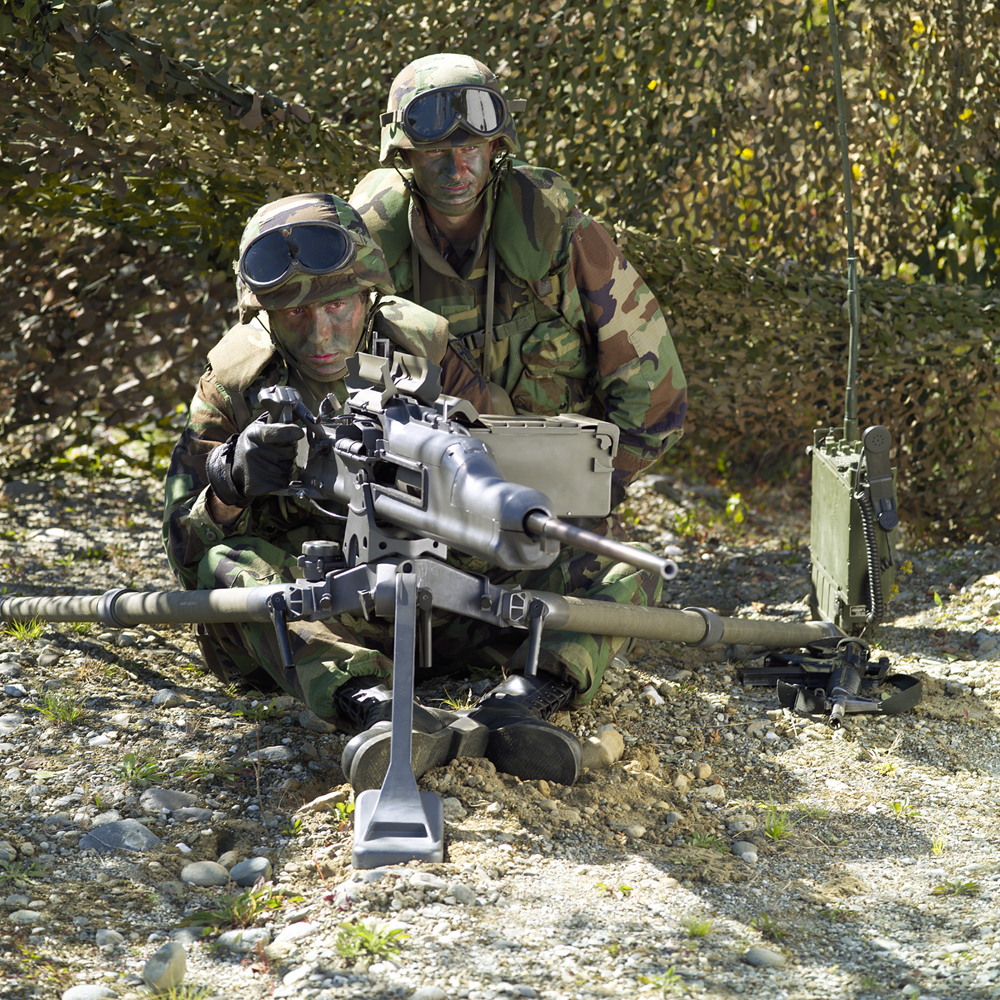
XM312測試版本
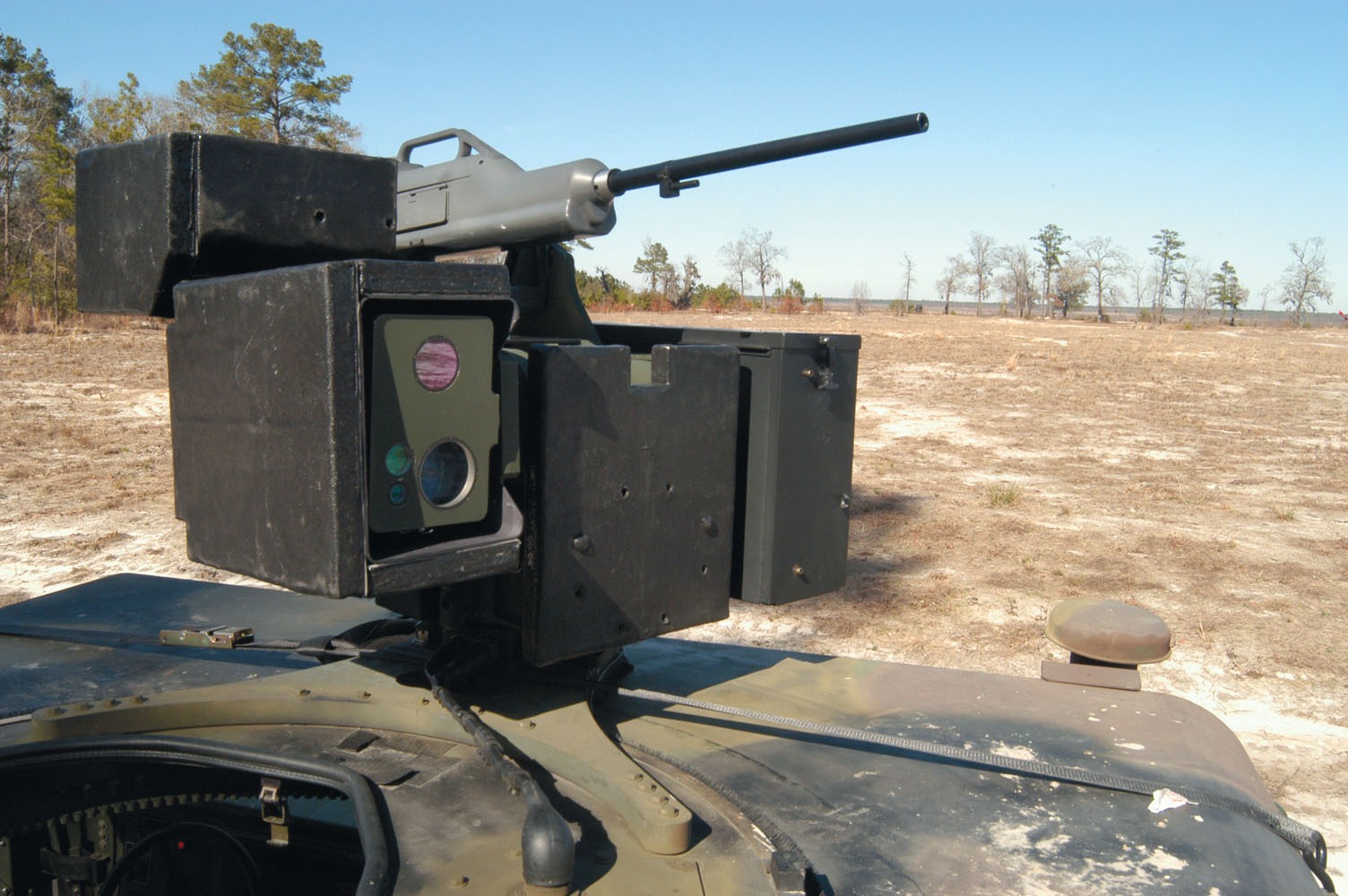
遙控平台板本的XM312（CROWS）

## 項目進度
- 2005年9月—送交常規部隊作實彈射擊測試（Grafenwöhr Training Area）。[3]

## 流行文化

### 电子游戏
- 2012年—《战争前线》：在游戏内以加装或未加装防护盾牌的固定机枪之姿出现并在多个PVE及生存模式地图中作为黑木帝国方专用火力点，玩家不可使用。
- 2013年—：命名為「Mk30」，由BLUFOR、OPFOR和INDFOR所使用。

## 資料來源
1. ↑  （英文）XM307 Ma-Deuce Replacement Gets More Investment - 防禦工業日報 （页面存档备份，存于）
2. ↑  （英文）M312 .50口徑(12.7毫米)重機槍- 全球防衛 （页面存档备份，存于）
3. ↑  （英文）美軍士兵在Grafenwöhr測試新武器 - EUCOM （页面存档备份，存于）

## 外部連結
- （英文）—General Dynamics 12.7mm / .50 XM312重機槍（美國）- Modern Firearms
- （英文）—M312 .50口徑（12.7毫米）重機槍 - 全球防衛 （页面存档备份，存于）
- （英文）—XM312 - Deagel （页面存档备份，存于）
- （英文）—XM312 - PEO 士兵辦公室
- （中文）—槍炮世界—XM312轻型重机枪 （页面存档备份，存于）